# Володимирська чверть
Володимирська чверть (Володимирська четь) - фінансова установа Московської держави XVII століття. Згадується у писемних джерелах з кінця XVI століття.
Четь - від слова чверть. Після взяття Казані до існуючих Володимирської, Новгородської та Рязанської третин додалося Казанське царство. Адміністративні одиниці почали називатися "чверть", або "четь".
У віданні четі складалися міста: Болхов, Боровськ, Верея, Владимир, Торжок, Волоколамськ, Воротинь, Заволочь, Зарайськ, Калуга, Кропивна, Ліхвін, Михайлов, Орел, Переяславль Рязанський, Путивль, Новоржев, Тверь, Тула й інші.
До Володимирської четі надходили збори з приписаних до нього міст. У другій половині XVII століття збори податей, що збиралися четтю, передано до інших приказів.
22 травня 1680 Федір Олексійович наказав боярину Івану Милославському з товаришами «судом і розправою відати» Новгородським приказом, Великою парафією, Володимирською та Галицькою четтю ; «і накази ті знести на одне місце».
У 1681 Володимирська і Галицька четі та Новгородський приказ передані у відання Посольського приказу.
Володимирська четь пов'язана з приказом Великої скарбниці; з 1683 по 1700 вона збирала стрілецькі та оброчні гроші для утримання «надвірної піхоти». У 1700  ця роль перейшла до Ратуші, і Володимирська четь фактично перестала існувати.